# Ungarn ved sommer-OL 2016
Ungarn deltog ved Sommer-OL 2012 i Rio de Janeiro som blev arrangeret i perioden 5. august til 21. august 2016.

## Medaljer
| 2016 Rio de Janeiro | Guld | Sølv | Bronze | Total |
| Ungarn              | 8    | 3    | 4      | 15    |

### Medaljevinderne
| Ungarn under sommer-OL 2016 i Rio de Janeiro | Ungarn under sommer-OL 2016 i Rio de Janeiro                     | Ungarn under sommer-OL 2016 i Rio de Janeiro | Ungarn under sommer-OL 2016 i Rio de Janeiro | Ungarn under sommer-OL 2016 i Rio de Janeiro |
| Medalje                                      | Navn                                                             | Sport                                        | Event                                        | Dato                                         |
| -------------------------------------------- | ---------------------------------------------------------------- | -------------------------------------------- | -------------------------------------------- | -------------------------------------------- |
| Guld                                         | Emese Szász                                                      | Fægtning                                     | Kårde                                        | 6. august                                    |
| Guld                                         | Katinka Hosszú                                                   | Svømning                                     | 400 m individuel medley                      | 6. august                                    |
| Guld                                         | Katinka Hosszú                                                   | Svømning                                     | 100 m rygsvømning                            | 8. august                                    |
| Guld                                         | Katinka Hosszú                                                   | Svømning                                     | 200 m individuel medley                      | 9. august                                    |
| Guld                                         | Áron Szilágyi                                                    | Fægtning                                     | Sabel                                        | 10. august                                   |
| Guld                                         | Gabriella Szabó Danuta Kozák                                     | Kano                                         | K-2 500 m                                    | 16. august                                   |
| Guld                                         | Danuta Kozák                                                     | Kano                                         | K-1 500 m                                    | 18. august                                   |
| Guld                                         | Gabriella Szabó Danuta Kozák Tamara Csipes Krisztina Fazekas-Zur | Kano                                         | K-4 500 m                                    | 20. august                                   |
| Sølv                                         | Géza Imre                                                        | Fægtning                                     | Kårde                                        | 9. august                                    |
| Sølv                                         | Katinka Hosszú                                                   | Svømning                                     | 200 m rygsvømning                            | 12. august                                   |
| Sølv                                         | László Cseh                                                      | Svømning                                     | 100 m butterfly                              | 12. august                                   |
| Bronze                                       | Tamás Kenderesi                                                  | Svømning                                     | 200 m butterfly                              | 9. august                                    |
| Bronze                                       | Anita Márton                                                     | Atletik                                      | Kuglestød                                    | 12. august                                   |
| Bronze                                       | Boglárka Kapás                                                   | Svømning                                     | 800 m fri                                    | 12. august                                   |
| Bronze                                       | Gábor Boczkó Géza Imre András Rédli Péter Somfai                 | Fægtning                                     | Hold, kårde                                  | 14. august                                   |

### Flere gange medaljevindere
Følgende atleter har vundet flere medaljer ved sommer-OL 2016.
| Ungarn under sommer-OL 2016 i Rio de Janeiro | Ungarn under sommer-OL 2016 i Rio de Janeiro | Ungarn under sommer-OL 2016 i Rio de Janeiro | Ungarn under sommer-OL 2016 i Rio de Janeiro                                        | Ungarn under sommer-OL 2016 i Rio de Janeiro |
| Medalje                                      | Navn                                         | Sport                                        | Event                                                                               |                                              |
| -------------------------------------------- | -------------------------------------------- | -------------------------------------------- | ----------------------------------------------------------------------------------- | -------------------------------------------- |
| Katinka Hosszú                               | Guld Sølv                                    | Svømning                                     | 400 m individuel medley 100 m rygsvømning 200 m individuel medley 200 m rygsvømning |                                              |
| Danuta Kozák                                 | Guld                                         | Kano                                         | K-2 500 m K-1 500 m K-4 500 m                                                       |                                              |
| Gabriella Szabó                              | Guld                                         | Kano                                         | K-2 500 m K-4 500 m                                                                 |                                              |
| Géza Imre                                    | Sølv Bronze                                  | Fægtning                                     | Kårde Hold, kårde                                                                   |                                              |

## Svømning

### Resultater
| Dato      | Disciplin       | H/D    | Udøver            | Indledende heat | Indledende heat | Semifinale          | Semifinale          | Finale              | Finale              |
| Dato      | Disciplin       | H/D    | Udøver            | Tid             | Placering       | Tid                 | Placering           | Tid                 | Placering           |
| --------- | --------------- | ------ | ----------------- | --------------- | --------------- | ------------------- | ------------------- | ------------------- | ------------------- |
| 6. august | 400 m IM        | Herrer | Gergely Gyurta    | 4:14,81         | 11              | N/A                 | N/A                 | ude af konkurrencen | ude af konkurrencen |
| 6. august | 400 m IM        | Herrer | Dávid Verrasztó   | 4:15,04         | 12              | N/A                 | N/A                 | ude af konkurrencen | ude af konkurrencen |
| 6. august | 100 m butterfly | Damer  | Liliána Szilágyi  | 57,70 NR        | 9 Q             | 58,31               | 12                  | ude af konkurrencen | ude af konkurrencen |
| 6. august | 400 m fri       | Herrer | Péter Bernek      | 3:48,58         | 21              | N/A                 | N/A                 | ude af konkurrencen | ude af konkurrencen |
| 6. august | 400 m fri       | Herrer | Gergő Kis         | 3:54,15         | 38              | N/A                 | N/A                 | ude af konkurrencen | ude af konkurrencen |
| 6. august | 400 m IM        | Damer  | Katinka Hosszú    | 4:28,58         | 1 Q             | N/A                 | N/A                 | 4:26,36 VR          | Guld                |
| 6. august | 400 m IM        | Damer  | Zsuzsanna Jakabos | 4:38,52         | 13              | N/A                 | N/A                 | ude af konkurrencen | ude af konkurrencen |
| 6. august | 100 m bryst     | Herrer | Dániel Gyurta     | 1:00,26         | 16              | ude af konkurrencen | ude af konkurrencen | ude af konkurrencen | ude af konkurrencen |